# Agostino Farina
Agostino Farina (Buddusò, 13 ottobre 1817 – Varazze, 9 gennaio 1896) è stato un politico italiano.
Fu senatore del Regno d'Italia nella XV legislatura.

## Biografia
Laureato presso l'Università di Sassari ricoprì la carica di: Sostituto procuratore presso la Corte d'appello di Casale Monferrato dal 1860 al 1865, Avvocato generale presso la Corte d'appello di Casale dal 1865 al 1866, Procuratore generale reggente e poi procuratore generale presso la Corte d'appello di Messina dal 1866 al 1867. Fu inoltre procuratore generale a Parma, Ancona e Milano.
Fu nominato senatore il 26 novembre 1884 giurando il 30 dicembre. Il suo relatore fu Francesco Ghiglieri.